# 朝鲜民主主义人民共和国行政区划

朝鮮民主主義人民共和國

朝鲜民主主义人民共和国现分9个道、4个特別市。
朝鲜行政體系的基本構造如下：
- 第一级：道、直轄市、特別市
- 第二级：市、區域[註 1]、郡
- 第三级：里、工人區（又稱勞動者區）、洞、邑

2004年1月9日北韓重編國家行政區劃，新增了「特級市」。特級市是處於市與道之間行政區域，隸屬於道。2019年10月，唯一的「特級市」開城升格為特別市，令此級行政區消失。特別行政區目前已經降級為經濟上的非正式行政區，隸屬於内閣對外經濟省管轄。

## 區劃一覽
| 地图 | ISO   | 名稱     | 朝文名稱 | 朝文漢字 | 首府   | 面積 (km²) | 人口      | 傳統地方                                     |
| --- | ----- | -------- | -------- | -------- | ------ | ---------- | --------- | -------------------------------------------- |
| 平壤市 羅先市 南浦市 平安南道 黄海北道 黄海南道 江原道 咸镜南道 咸镜北道 两江道 慈江道 平安北道 開城市中华人民共和国 大韩民国黄海 西朝鲜湾 日本海 | KP-01 | 平壤市   |          |          |        | 3,194      | 3,255,388 | 平安                                         |
| 平壤市 羅先市 南浦市 平安南道 黄海北道 黄海南道 江原道 咸镜南道 咸镜北道 两江道 慈江道 平安北道 開城市中华人民共和国 大韩民国黄海 西朝鲜湾 日本海 | KP-02 | 平安南道 |          |          | 平城   | 12,330     | 3,597,557 | 平安                                         |
| 平壤市 羅先市 南浦市 平安南道 黄海北道 黄海南道 江原道 咸镜南道 咸镜北道 两江道 慈江道 平安北道 開城市中华人民共和国 大韩民国黄海 西朝鲜湾 日本海 | KP-03 | 平安北道 |          |          | 新義州 | 12,191     | 2,450,110 | 平安                                         |
| 平壤市 羅先市 南浦市 平安南道 黄海北道 黄海南道 江原道 咸镜南道 咸镜北道 两江道 慈江道 平安北道 開城市中华人民共和国 大韩民国黄海 西朝鲜湾 日本海 | KP-04 | 慈江道   |          |          | 江界   | 16,613     | 1,147,946 | 平安、咸鏡（狼林郡）                         |
| 平壤市 羅先市 南浦市 平安南道 黄海北道 黄海南道 江原道 咸镜南道 咸镜北道 两江道 慈江道 平安北道 開城市中华人民共和国 大韩民国黄海 西朝鲜湾 日本海 | KP-05 | 黃海南道 |          |          | 海州   | 8,450      | 2,310,485 | 黃海                                         |
| 平壤市 羅先市 南浦市 平安南道 黄海北道 黄海南道 江原道 咸镜南道 咸镜北道 两江道 慈江道 平安北道 開城市中华人民共和国 大韩民国黄海 西朝鲜湾 日本海 | KP-06 | 黃海北道 |          |          | 沙里院 | 8,157      | 2,113,672 | 黃海、京畿（長豐郡）、平安（祥原郡、中和郡） |
| 平壤市 羅先市 南浦市 平安南道 黄海北道 黄海南道 江原道 咸镜南道 咸镜北道 两江道 慈江道 平安北道 開城市中华人民共和国 大韩民国黄海 西朝鲜湾 日本海 | KP-07 | 江原道   |          |          | 元山   | 11,091     | 1,477,582 | 江原、咸鏡（元山市、文川市、安邊郡）         |
| 平壤市 羅先市 南浦市 平安南道 黄海北道 黄海南道 江原道 咸镜南道 咸镜北道 两江道 慈江道 平安北道 開城市中华人民共和国 大韩民国黄海 西朝鲜湾 日本海 | KP-08 | 咸鏡南道 |          |          | 咸興   | 18,534     | 3,050,000 | 咸鏡                                         |
| 平壤市 羅先市 南浦市 平安南道 黄海北道 黄海南道 江原道 咸镜南道 咸镜北道 两江道 慈江道 平安北道 開城市中华人民共和国 大韩民国黄海 西朝鲜湾 日本海 | KP-09 | 咸鏡北道 |          |          | 清津   | 15,980     | 2,327,000 | 咸鏡                                         |
| 平壤市 羅先市 南浦市 平安南道 黄海北道 黄海南道 江原道 咸镜南道 咸镜北道 两江道 慈江道 平安北道 開城市中华人民共和国 大韩民国黄海 西朝鲜湾 日本海 | KP-10 | 兩江道   |          |          | 惠山   | 13,880     | 660,000   | 咸鏡、平安（金亨稷郡）                       |
| 平壤市 羅先市 南浦市 平安南道 黄海北道 黄海南道 江原道 咸镜南道 咸镜北道 两江道 慈江道 平安北道 開城市中华人民共和国 大韩民国黄海 西朝鲜湾 日本海 | KP-13 | 羅先市   |          |          |        | 746        | 205,000   | 咸鏡                                         |
| 平壤市 羅先市 南浦市 平安南道 黄海北道 黄海南道 江原道 咸镜南道 咸镜北道 两江道 慈江道 平安北道 開城市中华人民共和国 大韩民国黄海 西朝鲜湾 日本海 | KP-14 | 南浦市   |          |          |        | 829        | 455,000   | 平安                                         |
| 平壤市 羅先市 南浦市 平安南道 黄海北道 黄海南道 江原道 咸镜南道 咸镜北道 两江道 慈江道 平安北道 開城市中华人民共和国 大韩民国黄海 西朝鲜湾 日本海 | KP-15 | 开城市   |          |          |        | 442        | 308,440   | 黃海、京畿                                   |

### 平壤市
平壤市（直辖市） - 19區域2郡1洞

### 羅先市
羅先市（特别市） - 2区域

### 南浦市
南浦市（特别市） - 2区域5郡

### 開城市
開城市（特别市） - 2區域27洞3里，暫未設立管理洞和里的上級行政區「区域」

### 平安南道
平安南道 - 5市14郡1區

### 平安北道
平安北道 - 3市22郡

### 慈江道
慈江道 - 3市15郡

### 兩江道
兩江道 - 1市11郡

### 黄海南道
黃海南道 - 1市19郡

### 黄海北道
黃海北道 - 2市1区域18郡

### 咸鏡南道
咸鏡南道 - 3市15郡1区1地区

### 咸鏡北道
咸鏡北道 - 3市12郡

### 江原道
江原道 - 2市15郡

## 特別行政區
| No. | 名稱                 | 朝文名稱             | 面積 (km²) | 隸屬於     | 傳統地方 |
| --- | -------------------- | -------------------- | ---------- | ---------- | -------- |
| 1   | 开城工业地区         | 개성공업지구         | 66         | 開城特別市 | 京畿     |
| 2   | 金剛山國際觀光特別區 | 금강산국제관광특별구 | 530        | 江原道     | 江原     |
| 3   | 新義州特別行政區     | 신의주특별행정구     | 132        | 平安北道   | 平安     |

## 南朝鲜
朝鲜官方对于南朝鲜行政区划的观点是基本承认韩国政府的行政区划调整，小部分细节上有差异。例如承认世宗市，但绘制地图时仍将世宗市标注在旧燕岐郡治鸟致院邑，而非市政府所在地成就洞。2023年12月，朝鲜劳动党总书记金正恩正式宣布放弃统一，称南北关系是两个国家之间的外交关系，各场合相关地图随后即剔除三八线以南部分。
朝鲜与韩国“以北五道委員會”使用不同地名称呼的市、郡级行政区划如下：
- 南浦市千里马区域，韩国称降仙郡。千里马是朝鲜传说中的动物，可日行千里，1956年金日成视察平安南道江西郡的降仙制钢所，提出“千里马精神”，后发展为覆盖全国的政治运动。
- 咸镜南道金野郡，韩国称永兴郡。永兴郡原名和州，是朝鲜王朝开国君主李成桂的故乡。李成桂称王以后将和州更名永兴，寓意李家王朝永远兴盛。由于朝鲜官方秉持主体史观，对朝鲜王朝持贬损态度，1975年以当地盛产煤炭可比作黑金，且拥有广阔的平野，改名金野郡。
- 两江道金正淑郡、金亨稷郡、金亨权郡，韩国称新坡郡、厚昌郡、丰山郡。金正淑、金亨稷、金亨权分别为金日成的妻子、父亲、叔父。为强化对金日成的个人崇拜，分别于1981、1988、1990年将三郡改名。
- 咸镜北道金策市，韩国称城津市。金策乃朝鲜战争时人民军前线总指挥，是金日成的亲密盟友，1951年病死，1953年将其故乡城津改名金策，以作纪念。
- 咸镜北道化城郡，韩国称明涧郡。明涧郡原名永安郡，得名于日治时期日本窒素肥料株式会社在当地开设的永安工厂，1967年改名明涧郡，得名于当地河流明涧川，1981年又以当地化工产业发达，乃“化工之城”，改名化城郡。

## 外部連結
- NKChosun administrative regions map
- Administrative regions map, 世界糧食計劃署